# 下妻郡
下妻郡（日语：／ Shimotsuma gun */?）是過去位于日本福岡縣的郡，已於1896年2月26日與上妻郡合併為八女郡。
當時管轄的町村已經全被被合併為筑後市。

## 歷史
- 1889年4月1日：實施町村制，下妻郡下設：古川村、下妻村、水田村。
- 1896年2月26日：與上妻郡、生葉郡星野村合併為嘉穗郡。